# Whitehaven (Maryland)
Pour l’article homonyme, voir Whitehaven (homonymie).
Whitehaven est une census-designated place située dans le comté de Wicomico, dans l’État du Maryland, aux États-Unis. Lors du recensement de 2020, elle comptait 46 habitants.